# 日本ジーバート
日本ジーバート株式会社（にほんジーバート、英: Ziebart JAPAN Corporation）とは、自動車及び鋼材の防錆業務に特化した販売会社だった。2019年5月28日をもって、日本ジーバート株式会社は国内総代理店業務を終了し、ジップ シールド ジャパンに業務が引き継がれている。

## 概要
アメリカで開発され世界30カ国で使用されている「ジーバート防錆剤」の輸入販売や、施工方法の技術研修などを行なっていた。各自動車メーカーや防衛省、米国海軍などの他にも電力会社や運送会社、架装メーカーなどが主要販売先に含まれていた。主要仕入先は「ジーバートインターナショナル」。

## ジーバート防錆剤
ジーバート防錆剤は、塩害や凍結防止剤などによる鋼材の腐食への対策を念頭に開発されている防錆剤で、MIL規格に準拠している。自動車への施工が主で、乗用車以外にもフォークリフトやトラック、消防車、ホイールローダー、ミキサー車、タンクローリー、特装車などへの施工事例が多い。屋外に設置された発電設備に使用される事もある。

## 主な事業内容
- 「ジーバート防錆剤」の輸出入及び販売
- 防錆処理施工用ツールの輸出入及び販売
- 車体防錆の技術研修
- 自動車の塗装表面処理